# Плита Маоке

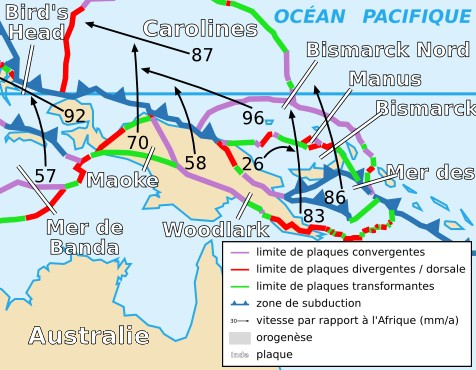
Мапа розташування плити Маоке

Плита Маоке — тектонічна мікроплита. Площа становить 0,00284 стерадіан. Зазвичай асоціюється з Австралійською плитою.
Розташована в західній частині Нової Гвінеї. Є підмурівком гір Маоке, в т.ч. хребтів Судірман (англ. Sudirman) — де розташована найвища гора острова Пунчак-Джая та Джаявіджая (англ. Jayawijaya).
На сході конвергентна границя відокремлює її від плити Вудларк, трансформний розлом на півдні відокремлює її від Австралійської плити й на заході від Плити Голова Птаха.